# Reflektor (könyvsorozat)
A Reflektor sorozat a budapesti Zrínyi Katonai Kiadó könyvsorozata volt, amelynek keretében 1966 és 1968 között tizennégy II. világháborús és hidegháborús kémregény jelent meg.
A sorozat szerkesztője Horváth Gabriella, Gelléri Miklós illetve Nagy Zoltán, a lektor Dr. Kovács Endre volt.

## Jellemzői
A borítók jellemző színe, háttérszíne sárga, bal felső sarokban a sorozat logójának szánt egyedi betűtípusú R betű. Mellette a szerző, alatta pirossal a könyv címe. A köteteken ezt aláhúzó, elválasztó fekete sáv látható. Ezek alatt a regény témájára utaló színes rajz kötetenként különböző, lendületes, szabadkézzel rajzoltra emlékeztető fekete keretben. A kötetek fehér hátlapján ismertető vagy az addig megjelent és tervezett kötetek címe szerepel.
A kötetek mérete kisebb eltérésekkel 19 cm x 13 cm-es, terjedelmük 142 és 260 oldal közöttiek.

## A szerzők
Valentyin Berezskov és Jelena Rzsevszkaja: A játszma véget ér című kötetében két visszaemlékezés olvasható: Az Egy diplomata Hitlernél Valentyin Berezskov memoárja, aki a Szovjetuniót ért német támadás idején Németországban tartózkodott. Jelena Rzsevszkaja  tolmácsként szolgált a szovjet hadseregben, és Hitler halála – mítosz nélkül című visszaemlékezésében felidézi 1945. május 2-án a berlini Führer-bunkerben látottakat, tapasztaltakat.
A magyar szerzők közül Szabó Miklós a hidegháború időszakában maga is hírszerző, a szintén egy regényével szereplő Berkesi András pedig a katonai elhárítás tisztje volt. Az ismert újságíró, Szabó László két regényével. Egyiknél szerzőtársa Sólyom József. Szabó másik gyakori szerzőtársának, Pintér Istvánnak A Maus-akció című regénye II. világháborús kémtörténet.

## A sorozatban megjelent művek
1966:
- 1. Roman Kim: Elolvasás után elégetendő,[2] fordította: Nyirő József, 220 oldal, II. világháborús, kémtörténet
- 2. Günter Spranger: Halálra ítélt támaszpont, fordította: Jólesz László(wd), 229 oldal, II. világháborús
- 3. Č. Amort – I. M. Jedlička: Az A–54-es titka, fordította: Farka Attila, 172 oldal, II. világháborús, kémtörténet
- 4. V. Berezskov – J. Rzsevszkaja: A játszma véget ér (benne V. Berezskov: Egy diplomata Hitlernél és J. Rzsevszkaja: Hitler halála – mítosz nélkül), fordította: Kis Tamás, 228 oldal, II. világháborús

1967:
- 5. Szabó László: A Gamma-null eltűnik, 232 oldal, kémtörténet
- 6. J. César – B. Černý: A Farkasodú alkonya, fordította: Oleg Logvinov, 142 oldal, II. világháborús
- 7. Sós György: A szürke autó utasai, 189 oldal, kémtörténet
- 8. Ante Cuculić: Az ezüst öngyújtó, fordította: Péter Zsuzsa, 197 oldal, II. világháborús, partizán
- 9. Berkesi András: FB–86,[3] 240 oldal, kémtörténet

1968:
- 10. Pintér István: A Maus-akció, 222 oldal, II. világháborús
- 11. Szabó Miklós: Fény a redőny mögött, 182 oldal, kémtörténet
- 12. Sólyom József – Szabó László: Utolsó kísérlet, 260 oldal, II. világháborús, kémtörténet
- 13. Rudolf Kalčik: A Šumava királya, fordította: Oleg Logvinov, 199 oldal, határőrség
- 14. Władysław Jarnicki: A gyanú árnyékában, fordította: Bába Mihály, 226 oldal, bűnügyi